# Alexéi Fadéyev
Alexéi Vasílievich Fadéyev –en ruso, Алексей Васильевич Фадеев– (Moscú, URSS, 10 de diciembre de 1977) es un deportista ruso que compitió en esquí en la modalidad de combinada nórdica. Ganó una medalla de bronce en el Campeonato Mundial de Esquí Nórdico de 1999, en la prueba por equipo.

## Palmarés internacional
| Campeonato Mundial | Campeonato Mundial | Campeonato Mundial | Campeonato Mundial       |
| Año                | Lugar              | Medalla            | Prueba                   |
| ------------------ | ------------------ | ------------------ | ------------------------ |
| 1999               | Ramsau (Austria)   | Medalla de bronce  | TN + 4 × 5 km por equipo |